# Fort York

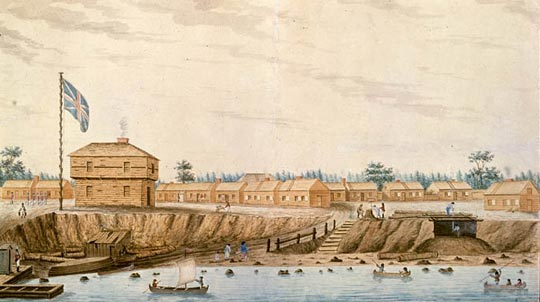
Fort York im Jahr 1804

Fort York ist eine historische Stätte militärischer Befestigungsanlagen und zugehöriger Gebäude im Westen der Innenstadt von Toronto (Ontario, Kanada). Das Fort wurde von der britischen Armee und kanadischen Milizen im späten 17. Jahrhundert und frühen 18. Jahrhundert aufgebaut, um die Siedlung York zu verteidigen und die neue Hauptstadt der britischen Kolonie Upper Canada vor der Bedrohung durch einen militärischen Angriff, vor allem aus den neuen unabhängigen Vereinigten Staaten zu schützen.

## Geschichte
Im Jahre 1793 genehmigte Lieutenant Governor John Graves Simcoe eine Garnison am heutigen Standort von Fort York, direkt westlich der Mündung des Garrison Creek am nordöstlichen Ufer des Ontariosees. Simcoe erkannte, dass wegen seines natürlichen Hafens und der weiten Distanz zu den Vereinigten Staaten dieser Ort ideal für die Gründung einer Siedlung und die Verteidigung war. Zum Zeitpunkt der Errichtung von Fort York wurde von dort als einziger Standort die westliche Einfahrt der Bucht überwacht. Simcoe hatte zudem beschlossen, York zur Hauptstadt der Kolonie Upper Canada zu machen. Die ersten Regierungsgebäude und das Parlament wurden eineinhalb Meilen östlich von der Festung in der Nähe der heutigen Parliament Street errichtet.
Im Britisch-Amerikanischen Krieg, auch Krieg von 1812 genannt, wurde das Fort in der Schlacht von York am 27. April 1813 erfolgreich von überlegenen US-amerikanischen Kräften angegriffen. Teile des Fort und der Siedlung wurden von den US-amerikanischen Streitkräften während der mehrtägigen Besetzung zerstört.
Nach der Errichtung der kanadischen Konföderation wurde des Fort 1869 an die kanadischen Streitkräfte übergeben, welche es noch bis etwa 1880 nutzten.

## National Historic Site
Im Jahr 1923 wurde Fort York zu einer National Historic Site erklärt.